# Cnidoscolus regina
Cnidoscolus regina là một loài thực vật có hoa trong họ Đại kích. Loài này được (León) Radcl.-Sm. & Govaerts mô tả khoa học đầu tiên năm 1997.